# Byregion Herning-Ikast
|  | Denne artikel beskriver en fremtidig begivenhed Denne artikel eller sektion handler om planlagt eller forventet fremtidig begivenhed. Der kan forekomme spekulativ information, og indholdet kan ændres dramatisk når begivenheden nærmer sig og mere information bliver tilgængelig. |

Byregion Herning-Ikast  er en fremtidig forslået byregion og bosætningsbånd mellem Herning Kommune og Ikast-Brande Kommune. 
Området ville komme til at strække sig nord for jernbanen mellem Herning og Skanderborg og ved det udbygge erhvervsområdet HI-Park langs Herningmotorvejen, så Herning og Ikast i fremtiden vil smelte sammen til et stærkt kraftcenter for Midtjylland.
Derudover vil Herning og Ikast samarbejde om bosætning, erhverv, uddannelse og fritid, det gøres ved at bl.a. at lave et grønt område mellem Hammerum og Gjellerup. 
Ligeledes vil Ikast blive udvidet mod Hammerum så Herning og Ikast smelter mere sammen, og dette område vil fokuser på at være et rekreative områder og fritidstilbud for Herning og Ikast indbygger.